# Boureviï
Le Boureviï (ukrainien : Буревій)  est un lance-roquettes multiple à 16 tubes de 220 mm de conception ukrainienne, fabriqué par la firme Usine de réparation Chepetiv sur un châssis Tatra 815-7.

## Historique

### Engagements
- Invasion de l'Ukraine par la Russie en 2022.

## Pays utilisateurs
- Ukraine